# Chasmodia collaris
Chasmodia collaris är en skalbaggsart som beskrevs av Blanchard 1851. Chasmodia collaris ingår i släktet Chasmodia och familjen Rutelidae. Inga underarter finns listade i Catalogue of Life.